# جیا تولنتینو
جیا تولنتینو (انگلیسی: Jia Tolentino؛ زادهٔ ۲۰ نوامبر ۱۹۸۸) نویسنده، ویراستاری اهل کانادا است. وی از سال ۲۰۱۳ میلادی تاکنون مشغول فعالیت بوده‌است.